# بخش پوچپسکی
بخش پوچپسکی (به لاتین: Pochepsky District) یک منطقهٔ مسکونی در روسیه است که در استان بریانسک واقع شده‌است.